# 星際異攻隊 聖誕特別篇
是一部美國劇情超級英雄類型的網路電視劇特輯，由詹姆斯·岡恩開創，改編自漫威漫畫的同名角色，主要角色為漫威電影宇宙中相應角色。特輯屬於漫威電影宇宙的系列作品之一，是漫威電影宇宙的第二部特別節目，與漫威電影宇宙系列電影處於同一架空世界和共同世界。特輯由漫威影業製作，於線上串流媒體平台Disney+首播。
詹姆斯·岡恩在製作《星際異攻隊2》期間已開始著手於特輯的概念。2020年12月，迪士尼宣佈開發特輯，由岡恩編劇並執導，特輯在電影《星際異攻隊3》製作期間完成拍攝。克里斯·普瑞特、戴夫·巴帝斯塔、凱倫·吉蘭、龐·克萊門捷夫、馮·迪索、布萊德利·庫柏、西恩·岡恩和麥可·鲁克分別回歸出演漫威電影宇宙中的角色，其餘演員包括Old 97's和凱文·貝肯。2022年2月，特輯在喬治亞州亞特蘭大開機拍攝，同年4月殺青。
《星際異攻隊 聖誕特別篇》於2022年11月25日播出，為漫威電影宇宙第四階段的最後一部作品。電影獲得外界的積極評價，影評家稱讚影片的幽默、岡恩的執導以及一眾演員的演出（尤其是巴帝斯塔、克萊門捷夫和貝肯）。

## 劇情
星際異攻隊從坦納里·帝凡的手中買下知無領域後開始著手於修復薩諾斯在七年前所造成的破壞，在十一年前重獲自由的帝凡收藏品之一科斯莫亦加入成為了異攻隊的一員。臨近聖誕節，克拉格林向異攻隊講述了勇度·猶冬塔在彼得·奎爾小時候糟蹋了聖誕節的故事。螳螂女與德克斯隨後決定一起找一份完美的聖誕禮物送給一直因為葛摩菈的離去而感到鬱悶的奎爾。
在制定好全盤計劃後，兩人便立即起行前往地球尋找奎爾的兒時偶像凱文·貝肯。在中國戲院、好萊塢星光大道和一所酒吧度過了一段歡樂的時光後，兩人透過一張明星住址地圖成功尋獲居於比佛利山的貝肯，卻在窮追不捨之下把當時正在等待家人回家的貝肯嚇得慌忙逃走。最後，螳螂女在催眠所有接到貝肯的報案而趕到現場的警察後控制了貝肯的情緒並順利帶走了他。在回程的途中，螳螂女和德克斯失望地得知貝肯其實只是一位演員，而並非所謂的大英雄。回到知無領域後，眾人精心佈置了一大堆聖誕裝飾並給了奎爾一個大大的驚喜，但奎爾最後在得知貝肯在不情願的情況下被他們綁架至此後嚇得不知所措。
最後，奎爾下令把貝肯立即送回地球，但貝肯在準備離開時被克拉格林告知自己在奎爾心中的地位，於是便回心轉意決定留在知無領域與眾人慶祝完聖誕節後才回家。在盡興一番後，奎爾向螳螂女透露克拉格林所述的故事並非事實的全部：其實當時勇度在事後回心轉意，並送了奎爾至今仍隨身配備的四管爆能槍給他作為聖誕禮物。螳螂女亦鼓起勇氣告知奎爾自己其實是他的同父異母之妹，多年來只是一直因為不想勾起他不好的回憶而沒有開口，令奎爾頓時感到十分驚喜和感動。

## 演員與角色
- 克里斯·普瑞特 飾演 彼得·奎爾／星爵（Peter Quill / Star-Lord）

人類和天神族的混血兒，星際異攻隊的首領，孩童時期被一群稱作「破壞者」的外星盜賊及走私者從地球綁架至外太空，成為一名頂尖星際大盜。盧克·克雷因（Luke Klein）在動畫閃回畫面中聲演少年時期的奎爾，該角色此前在2014年電影《星際異攻隊》和2017年電影《銀河守護隊2》由懷特·歐雷夫飾演。
- 戴夫·巴帝斯塔 飾演 「毀滅者」德克斯（Drax the Destroyer）

星際異攻隊的成員，原是一名為家人報仇雪恨的復仇者，不太親近於他人，但逐漸走出過去的陰霾後成為了隊伍中的開心果。
- 凱倫·吉蘭 飾演 涅布拉（Nebula）

星際異攻隊的成員，薩諾斯的養女，葛摩菈的妹妹，被薩諾斯改造成機械身。現於異攻隊的地位更為重要。
- 龐·克萊門捷夫 飾演 螳螂女（Mantis）

星際異攻隊的成員，奎爾的同父異母之妹，擁有共情能力，可以靠觸碰來體會他人的感受，以及暫時舒緩他人情緒。
- 馮·迪索 飾演 格鲁特（Groot）

星際異攻隊的成員，具有人類智慧的樹形生物，火箭浣熊的同伴。
- 布萊德利·庫柏 飾演 火箭浣熊（Rocket Raccoon）

星際異攻隊的成員，一名經過基因工程改造過的浣熊、賞金獵人及僱傭兵，同時是一名武器和戰術大師。
- 西恩·岡恩 飾演 克拉格林（英语：Kraglin）

星際異攻隊的成員，勇度生前的忠誠副手。現時已逐漸成為異攻隊家庭的一份子，以及“其後盾重要的一部分”。
- 飾演 知無領域的一隊外星樂隊[6][7]

主唱比茲米傑杜科洛（Bzermikitokolok）由的主唱瑞特·米勒飾演，四人花了大約三個半小時化妝。
- 麥可·鲁克 聲演 勇度·猶冬塔（Yondu Udonta）

僅在動畫閃回畫面中出現。星際異攻隊和破壞者的成員，一名藍色皮膚的星際大盜，將兒時的奎爾從地球綁架後訓練他成破壞者，對奎爾而言猶如一位父親，於十一年前逝世。
- 凱文·貝肯 飾演 凱文·貝肯（Kevin Bacon）

奎爾兒時的偶像。
此外，被蘇聯送進太空後獲得靈能的太空狗科斯莫由瑪麗亞·巴卡洛娃聲演和動作捕捉、狗演員史雷特（Slate）飾演，該角色在《星際異攻隊》和《星際異攻隊2》中由另一位狗演員佛萊迪（Fred）飾演。史蒂芬·布萊哈特飾演史添美（Steemie），知無領域的居民。貝肯之妻凱拉·塞吉薇克客串聲演自己，弗盧拉·伯格飾演地球上的一位調酒師。

## 製作

### 開發

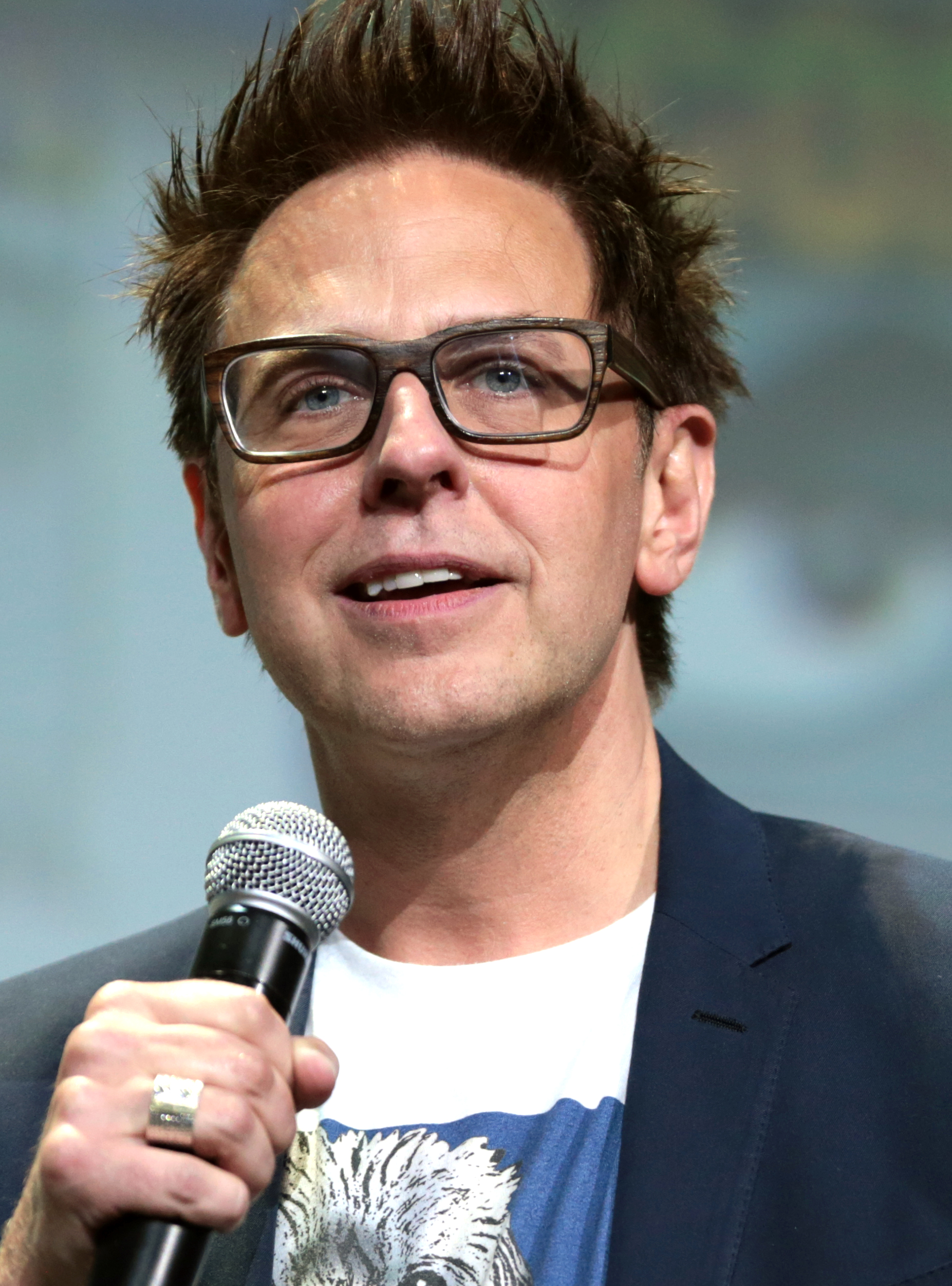
《星際異攻隊》系列導演詹姆斯·岡恩

2020年12月，漫威影業總裁凱文·費吉在迪士尼投資人會議上宣佈開發以星際異攻隊成員為主要角色的電視特輯《星際異攻隊 聖誕特別篇》，《星際異攻隊》系列電影的導演兼編劇詹姆斯·岡恩負責執導和撰寫劇本。岡恩證實特輯將啟用真人演出，同時屬於漫威電影宇宙的正史。特輯是漫威的首個Disney+項目計劃，由岡恩在製作《星際異攻隊2》期間開始構思，美國廣播公司在電影上映後負責開發。岡恩透露自己從兒時起就是1978年節目《星際大戰：假日特輯》和一些動畫聖誕特輯（如1964年節目《紅鼻子馴鹿魯道夫》和1966年節目《鬼靈精》）的影迷。特輯時長為42分鐘，是漫威電影宇宙的第二部漫威影業特別節目，主體故事發生在2022年電影《雷神索爾：愛與雷霆》和2023年電影《星際異攻隊3》之間。岡恩指特輯中的部分內容將直接銜接上《星際異攻隊3》。特輯原計劃與電影《星際異攻隊3》同期於2019年拍攝，隨後多次延期。除了岡恩，執行製片人還包括費吉、路易斯·德·埃斯波西托、維多利亞·阿隆索、布拉德·溫德博姆、莎拉·史密斯（Sara Smith）和西門·哈特（Simon Hatt）。

### 劇本
岡恩稱故事極之瘋狂和有趣、表示特輯是他「至今最喜歡的故事」，並指他多年來就此不斷煩擾着費吉。岡恩於2021年4月完成撰寫劇本，故事大綱則早於幾年前完成。岡恩花費了幾個小時來編寫劇本，他表示在構思好特輯的故事後便加入了凱文·貝肯。《星際異攻隊》系列電影中的主要角色全數回歸，特輯主要圍繞著螳螂女與德克斯。岡恩決定聚焦於該兩位角色的關係上，因為他認為他們自《星際異攻隊2》後在有異攻隊登場的電影中都被“邊緣化”，又指他們有點像兩傻、但均是兩傻中的卡斯提洛（Costello），並補充道“他們與其他普通人類完全沒有共同的價值觀，因此他們的底線也跟我們不同，他們就像在跟隨着一支失控的般”。飾演螳螂女的龐·克萊門捷夫指特輯感覺“非常傻氣、非常有趣和可愛”，同時“也極為建於一些更深層、更美麗和發自內心的東西之上”。
《星際異攻隊 聖誕特別篇》的主體故事發生於2022年電影《雷神索爾：愛與雷霆》與2023年電影《星際異攻隊3》之間。岡恩指特輯中的一些部分與《星際異攻隊3》有關，又稱特輯為引入《星際異攻隊3》一些重要元素的“特洛伊木馬”，助其避免在電影中需花時間講述異攻隊的近期經歷，如異攻隊在知無領域外行動的情況、新飛船“寶兒號”（Bowie）、新成員太空狗科斯莫的加入，以及“一些大型劇透性資訊”等。據岡恩的描述，特輯為漫威電影宇宙第四階段落下了雌幕。

### 選角
克里斯·普瑞特、戴夫·巴帝斯塔、馮·迪索、布萊德利·庫柏、凱倫·吉蘭、龐·克萊門捷夫和西恩·岡恩分別回歸出演「星爵」彼得·奎爾、「毀滅者」德克斯、格鲁特、火箭浣熊、涅布拉、螳螂女和克拉格林，麥可·鲁克亦回歸聲演勇度·猶冬塔。2022年10月，凱文·貝肯確認將於特輯中飾演自己，瑪麗亞·巴卡洛娃亦確認將於《星際異攻隊3》前率先在特輯中聲演和動作捕捉太空狗科斯莫，該角色同時由狗演員史雷特（Slate）飾演，取代了在《星際異攻隊》和《星際異攻隊2》中飾演該角色的另一位狗演員佛萊迪（Fred）。樂隊飾演知無領域的一隊外星樂隊，貝肯之妻凱拉·塞吉薇克則客串聲演自己。

### 拍攝
特輯於2022年2月在喬治亞州亞特蘭大的三石製片廠開機拍攝，工作標題為「果醬餡餅」（Poptart）。2023年電影《星際異攻隊3》的製作於2021年11月至2022年5月進行，特輯與其使用同一個製作片場，並於其製作的後期階段中拍攝。《星際異攻隊2》和《星際異攻隊3》的攝影指導亨利·布拉漢姆擔當特輯的攝影指導。岡恩對於能在完成拍攝電影的一些場景後轉為拍攝特輯感到高興，因為兩者的風格存有不同，其中《星際異攻隊3》較為情緒化；他又指特輯的拍攝比《星際異攻隊3》容易。特輯原計劃於2019年在《星際異攻隊3》的製作期間拍攝，其後作出了多次延期；亦曾計劃於2022年1月初在洛杉磯開機，但因應2019冠狀病毒病Omicron變異株爆發而再次延期拍攝。樂隊於2022年3月拍攝了他們的戲份。3月底，劇組在亞特蘭大鄉村俱樂部取景拍攝，片場被裝飾成聖誕節主題場景。4月28日，劇組在好萊塢的中國戲院取景拍攝巴帝斯塔和克萊門捷夫的戲份，片場除了聖誕裝飾外還出現了2021年電影《永恆族》中由庫梅爾·南賈尼飾演的角色金勾的海報。拍攝作業於4月底殺青。
動畫閃回畫面由麥可·魯克和盧克·克雷因（Luke Klein）拍攝、笨夥伴工作室以拉爾夫·巴克希的風格透過轉描機技術製作成動畫，以仿效蘭金／貝斯動畫娛樂的聖誕特輯。其他動畫工作室曾競逐負責動畫閃回畫面，但他們向漫威提交的試驗片段使用了較為傳統的動畫技術，與笨夥伴工作室所建議的轉描機技術相比之下不免顯得相形見絀，而笨夥伴工作室的提案正正符合岡恩與漫威所希望呈現的畫面；動畫導演麥克·懷廷（Mac Whiting）尋獲有關巴克希風格動畫製作方法的檔案記錄，以供參考並確保特輯的過程盡可能真實，他與團隊於魯克和克雷因進行拍攝時亦在片場與岡恩討論諸如設置相機之類的事情，以確保“對動畫來說足夠簡單，但亦足夠動態以達致戲院般的大型感覺”。笨夥伴工作室在製作動畫時添加了勇度頭上的鰭，並將克雷因的特徵調整至更為貼近年輕的奎爾。十至十二位人士花了大約四個月的時間完成動畫工作，笨夥伴工作室與共同進行了額外動畫工作。

### 後期製作
格雷格·德奧里亞（Greg D'Auria）和史蒂凡·塞勒緹分別擔當後期剪輯師和視覺特效總監。後期特效製作公司包括、索尼圖形影象運作公司、光影魔幻工業、維塔數碼、 和 。

### 音樂
2022年1月，為《星際異攻隊3》作曲的約翰·墨菲確定擔當特輯的配樂師，他在製作電影途中為特輯編寫了配樂。岡恩早已為電影進行了選曲，並為開場曲填詞，又邀請了的成員瑞特·米勒一同作曲，他自90年代起一直是該樂隊的粉絲；歌曲在特輯播出後空降假期單曲暢銷榜第四名、搖滾單曲暢銷榜第五名、數碼歌曲榜第十五名，以及原聲帶榜第二十五名。特輯結尾中的歌曲為的作品，與他們一同重新錄製了歌曲的貝肯在表達對歌曲的喜愛時指：「此時此刻真的很難寫出一首帶有新鮮感的聖誕歌，而我在開始演奏時真的非常享受演奏和演唱的樂趣」。
“在草稿到手時，我發現岡恩運用了所有的曲調，於是便立即為自己製作了一個我經常聽的播放列表，以感受整件事的氛圍。它很棒，我也喜歡的歌曲。創作一首新的聖誕歌真的很困難，而我認為它還挺好地結合了甜蜜和感傷的感覺，亦沒有變為對聖誕節的陳詞濫調。很震撼，我喜歡。”——參演特輯的凱文·貝肯談及為假日特輯原聲帶所作的貢獻。

2022年11月23日，漫威音樂和好萊塢唱片聯合發行了特輯的音樂原聲帶，當中包含了墨菲所創作的配樂以及由演唱的兩首單曲。
| 曲序     | 曲目     | 演出者    | 时长  |
| -------- | -------- | --------- | ----- |
| 1.       |          |           | 3:03  |
| 2.       |          |           | 1:34  |
| 3.       |          |           | 1:42  |
| 4.       |          |           | 1:57  |
| 5.       |          |           | 1:22  |
| 6.       |          |           | 1:35  |
| 7.       |          |           | 1:17  |
| 8.       |          |           | 2:25  |
| 9.       |          |           | 1:26  |
| 10.      |          |           | 1:29  |
| 11.      |          |           | 1:28  |
| 12.      |          | 凱文·貝肯 | 3:26  |
| 总时长： | 总时长： | 总时长：  | 22:44 |

曲目列表於11月22日由岡恩公佈，當中除了其他原創曲目外，還包括為特輯創作的曲目，包括：棒客樂團成員卻絲蒂·麥科爾主唱的歌曲、哈諾伊搖滾樂團的歌曲、的歌曲、袋熊樂團的歌曲、Low樂團的歌曲、韋恩噴泉樂團的歌曲、碎南瓜樂團的歌曲、女服務員樂團的歌曲以及Little Jackie樂隊的歌曲。與此前的星際異攻隊電影不同的是，所選曲目並未以專輯形式發行；岡恩發佈了包含特輯以及此前電影中所有歌曲的Spotify播放清單。

## 市場反應
2022年8月，樂高宣佈其年度降臨節日曆將以《星際異攻隊 聖誕特別篇》作為主題，降臨節日曆其後於9月1日公開發售。官方預告於10月25日公佈。11月，智慧家庭公司發佈的商業廣告中除了宣傳其產品外，也為特輯進行了宣傳。《漫威影業：傳奇角色》於11月23日發佈的兩集以螳螂女和德克斯此前出現的漫威電影宇宙場景探索該兩位角色，但因涉及劇情細節而於短時間內隨即被下架。

## 發行
《星際異攻隊 聖誕特別篇》於2022年11月18日在好萊塢的舉行特別放映，並於11月25日在Disney+播出，為漫威電影宇宙第四階段的最後一部作品。

## 迴響

### 觀眾收視
根據《鞭子媒體》的《TV Time》，《星際異攻隊 聖誕特別篇》是2022年11月27日當周美國最高播放量的串流媒體劇集，以及12月11日當周美國第二高播放量的串流媒體劇集。

### 評價
根据評論匯總网站爛番茄汇总的62篇评论文章，94%的评论家给予该作正面评价，使之獲得「認證新鮮」標識，平均打分为7.7分（满分10分）。该网站总结的评论家共识是“與其說這是一個華麗的包裹，不如說是一份聖誕禮物，這次聖誕短旅是德克斯、螳螂女和愛玩版凱文·貝肯的一個愉快展示。”在Metacritic上，9位影評人共給予了80分的分數（滿分100分），這部網絡電視劇獲得了「普遍好評」。

### 榮譽
| 奖名                 | 颁奖日期      | 项目                                                       | 提名人                                                    | 结果 | 参考          |
| -------------------- | ------------- | ---------------------------------------------------------- | --------------------------------------------------------- | ---- | ------------- |
| 加利福尼亞州外景獎   | 2022年12月4日 | 年度外景製片人——半小時分集電視劇                           | 麥可·衛斯里（Michael Wesley）                                                 | 提名 | [ 79 ] [ 80 ] |
| 化妝師與髮型師工會獎 | 2023年2月11日 | 一小時或以上直播節目系列電視特輯最佳年代及／或角色化妝     | 麥可·奧 （ ） 麥特·史普輪格（ ） 喬·摩爾（ ） 羅賓· （ ）   | 獲獎 | [ 81 ]        |
| 化妝師與髮型師工會獎 | 2023年2月11日 | 一小時或以上直播節目系列電視特輯最佳特殊化妝效果           | 阿 · （ ） 史考特· （ ） 盧安德拉· （ ） 莫·邁因哈特（ ） | 獲獎 | [ 81 ]        |
| 化妝師與髮型師工會獎 | 2023年2月11日 | 一小時或以上直播節目系列電視特輯最佳年代及／或角色髮型設計 | 卡 ·L·魯 （ ） ·S· 頓（ ） · （ ） 格· （ ）              | 提名 | [ 82 ]        |

## 註解
1. ↑  依照漫威電影宇宙電視劇播出次序。
2. ↑  依照漫威電影宇宙中故事發生的時間次序，參見漫威电影宇宙#時間線。
3. 全稱
4. ↑  參見2018年電影《復仇者聯盟3：無限之戰》。
5. ↑  參見2014年電影《銀河守護隊》。
6. ↑  參見2019年電影《復仇者聯盟4：終局之戰》。
7. ↑  參見2017年電影《銀河守護隊2》。
8. ↑  故意把「Stupid」和「Studios」的發音讀歪，以營造出更「笨」的感覺。

## 資料來源
1. 1 2 3 4 5 6 7  Oddo, Marco Vito. . Collider. 2021-10-20  [2021-10-22]. （原始内容存档于2021-10-21） （美国英语）.
2. ↑  Bazter, Joseph. . CBR. 2022-11-27  [2022-11-28]. （原始内容存档于2022-11-27）.
3. 1 2 3 4  Romanchick, Shane. . Collider. 2022-11-29  [2022-12-05]. （原始内容存档于2022-12-01）.
4. 1 2 3  Coggan, Devan. . Entertainment Weekly. 2022-11-23  [2022-11-26]. （原始内容存档于2022-11-24）.
5. 1 2  Anderton, Joe. . Digital Spy. 2022-05-18  [2022-08-10]. （原始内容存档于2022-07-21）.
6. 1 2 3 4 5 6 7  Davids, Brian. . The Hollywood Reporter. 2022-11-18  [2022-11-19]. （原始内容存档于2022-11-19）.
7. 1 2 3  Seibold, Witney. . /Film. 2022-11-25  [2022-12-05]. （原始内容存档于2022-11-27）.
8. 1 2 3  Bethea, Ken. . D Magazine. 2022-11-22  [2022-12-06]. （原始内容存档于2022-12-06）.
9. 1 2 3 4  Paige, Rachel. . Marvel.com. 2022-10-25  [2022-10-25]. （原始内容存档于2022-10-25）.
10. 1 2  Perry, Spencer. . ComicBook.com. 2022-10-25  [2022-10-25]. （原始内容存档于2022-10-25）.
11. 1 2 3  Woerner, Meredith. . Variety. 2022-10-25  [2022-10-25]. （原始内容存档于2022-10-25）.
12. 1 2  Taylor, Drew. . TheWrap. 2022-10-25  [2022-10-25]. （原始内容存档于2022-10-25）.
13. 1 2  Joliff, Lucy. . CBR. 2022-11-26  [2022-11-28]. （原始内容存档于2022-11-27）.
14. 1 2  Fullerton, Huw. . Radio Times. 2017-04-30  [2017-05-05]. （原始内容存档于2017-05-04）.
15. ↑  Campbell, Christopher. . Screen Rant.   [2023-04-11]. （原始内容存档于2023-04-15）.
16. 1 2  Johnson, Zach. . D23. 2022-11-21  [2022-11-22]. （原始内容存档于2022-11-21）.
17. ↑  Young, Kai. . Screen Rant. 2022-11-25  [2022-11-26]. （原始内容存档于2022-11-25）.
18. ↑  Dinh, Christine. . Marvel.com. 2020-12-10  [2020-12-10]. （原始内容存档于2020-12-11） （美国英语）.
19. ↑  Petski, Denise. . Deadline Hollywood. 2020-12-10  [2020-12-10]. （原始内容存档于2020-12-11） （美国英语）.
20. 1 2  Barnhardt, Adam. . ComicBook.com. 2020-12-11  [2022-11-19]. （原始内容存档于2022-05-28）.
21. 1 2 3  Graves, Sabina. . Gizmodo. 2022-11-18  [2022-11-19]. （原始内容存档于2022-11-19）.
22. ↑  D'Alessandro, Anthony. . Deadline Hollywood. 2022-11-25  [2022-11-28]. （原始内容存档于2022-11-25）.
23. 1 2  Davis, Brandon. . ComicBook.com. 2021-04-22  [2021-04-22]. （原始内容存档于2021-04-22） （美国英语）.
24. 1 2  Chitwood, Adam. . Collider. 2021-07-27  [2021-07-27]. （原始内容存档于2021-07-27） （美国英语）.
25. 1 2 3  Reid, Claire. . LADbible（英语：LADbible）. 2021-06-10  [2021-06-28]. （原始内容存档于2021-06-11） （美国英语）.
26. ↑  Gunn, James [@JamesGunn].  (推文). 2020-12-10  [2020-12-13]. （原始内容存档于2020-12-11） –Twitter.
27. ↑  Vary, Adam B. . Variety. 2020-12-23  [2021-01-11]. （原始内容存档于2021-01-11） （美国英语）.
28. 1 2 3  Davis, Brandon. . ComicBook.com. 2022-11-18  [2022-11-19]. （原始内容存档于2022-11-18）.
29. ↑  Mitovich, Matt Webb. . TVLine. 2022-11-17  [2022-11-19]. （原始内容存档于2022-11-18）.
30. ↑  Davis, Brandon. . ComicBook.com. 2021-04-22  [2021-04-22]. （原始内容存档于2021-04-22）.
31. 1 2  Barnhardt, Adam. . ComicBook.com. 2022-08-01  [2022-08-01]. （原始内容存档于2022-08-02）.
32. ↑  Travis, Ben. . Empire. 2022-02-15  [2022-02-15]. （原始内容存档于2022-02-15） （美国英语）.
33. ↑  Ho, Rodney. . AJC.com. 2022-10-25  [2022-11-17]. （原始内容存档于2022-11-17）.
34. ↑  . Production Weekly. 2021-10-28  [2021-10-28]. （原始内容存档于2021-10-28） （美国英语）.
35. ↑  Ho, Rodney. . AJC.com. 2022-01-15  [2022-09-25]. （原始内容存档于2022-01-16）.
36. ↑  Scott, Ryan. . /Film. 2021-11-08  [2021-11-08]. （原始内容存档于2021-11-08）.
37. ↑  Jirak, Jamie. . ComicBook.com. 2022-05-06  [2022-05-06]. （原始内容存档于2022-05-07）.
38. ↑  Collis, Clark. . Entertainment Weekly. 2021-07-16  [2021-07-16]. （原始内容存档于2021-07-16） （美国英语）.
39. ↑  Gunn, James [@JamesGunn].  (推文). 2021-04-25  [2021-04-27]. （原始内容存档于2021-04-27） –Twitter （美国英语）.
40. ↑  King, Jack. . Collider. 2022-01-11  [2022-01-11]. （原始内容存档于2022-01-11） （美国英语）.
41. ↑  Hogan, Madison. . Marietta Daily Journal. 2022-03-24  [2022-03-29]. （原始内容存档于2022-03-26） （美国英语）. – via Yahoo! (archive)
42. ↑  Phillips, TC. . Screen Rant. 2022-04-29  [2022-05-01]. （原始内容存档于2022-05-01）.
43. ↑  Lutz, John. . Collider. 2022-05-01  [2022-05-06]. （原始内容存档于2022-05-04）.
44. 1 2  Ryan, Danielle. . /Film. 2022-12-09  [2022-12-25]. （原始内容存档于2022-12-09）.
45. ↑  Weinstein, Molly Jae. . Screen Rant. 2022-04-16  [2022-09-25]. （原始内容存档于2022-04-17）.
46. 1 2  Frei, Vincent. . Art of VFX. 2022-10-26  [2022-10-31]. （原始内容存档于2022-10-31）.
47. ↑  Flook, Ray. . Bleeding Cool. 2022-01-15  [2022-09-25]. （原始内容存档于2022-01-15）.
48. ↑  Flook, Ray. . Bleeding Cool. 2022-01-15  [2022-09-25]. （原始内容存档于2022-01-15）.
49. ↑  Meyer, Joshua. . /Film. 2022-11-18  [2022-12-09]. （原始内容存档于2022-12-09） （美国英语）.
50. ↑  . Billboard. 2022-12-03  [2022-12-09]. （原始内容存档于2022-12-02） （美国英语）.
51. ↑  . Billboard. 2022-01-03  [2022-12-09]. （原始内容存档于2022-12-09） （美国英语）.
52. ↑  . Billboard. 2022-12-03  [2022-12-09]. （原始内容存档于2022-11-30） （美国英语）.
53. ↑  Zellner, Xander. . Billboard. 2022-12-07  [2022-12-09]. （原始内容存档于2023-01-30） （美国英语）.
54. ↑  . Billboard. 2022-12-03  [2022-12-09]. （原始内容存档于2022-12-09） （美国英语）.
55. ↑  Paige, Rachel. . Marvel.com. 2022-11-23  [2022-12-05]. （原始内容存档于2023-01-22） （英语）.
56. ↑  . IGN India. 2022-11-25  [2022-12-09]. （原始内容存档于2022-12-09） （印度英语）.
57. ↑  Brooks, Nicholas. . CBR. 2022-12-02  [2022-12-05]. （原始内容存档于2022-12-10） （美国英语）.
58. ↑  . Film Music Reporter. 2022-11-22  [2022-11-22]. （原始内容存档于2022-11-22）.
59. ↑  Reul, Katie. . Variety. 2022-12-01  [2022-12-05]. （原始内容存档于2023-03-20） （美国英语）.
60. 1 2  Flook, Ray. . Bleeding Cool. 2022-11-23  [2022-12-09]. （原始内容存档于2022-12-09） （英语）.
61. ↑  Perine, Aaron. . ComicBook.com. 2022-11-22  [2022-11-22]. （原始内容存档于2022-11-22）.
62. ↑  McPherson, Christopher. . Collider. 2022-11-22  [2022-12-05]. （原始内容存档于2022-12-09） （美国英语）.
63. 1 2  Starkey, Adam. . NME. 2022-11-24  [2022-12-05]. （原始内容存档于2023-05-10） （英国英语）.
64. ↑  Weston, Christopher. . HITC. 2022-11-25  [2022-12-05]. （原始内容存档于2022-12-09） （英国英语）.
65. ↑  Erdmann, Kevin. . Screen Rant. 2022-11-25  [2022-12-05]. （原始内容存档于2022-12-09） （美国英语）.
66. ↑  Perine, Aaron. . ComicBook.com. 2022-11-22  [2022-11-22]. （原始内容存档于2022-11-22）.
67. ↑  Gunn, James [@JamesGunn].  (推文). 2022-11-23  [2022-12-09] –Twitter.
68. ↑  Deboer, Riley. . CBR. 2022-08-01  [2022-08-01]. （原始内容存档于2022-08-02）.
69. ↑  Roberts, Tyler. . Bleeding Cool. 2022-11-22  [2022-11-23]. （原始内容存档于2022-11-22）.
70. ↑  Lamadrid, Amanda. . Screen Rant. 2022-10-25  [2022-11-02]. （原始内容存档于2022-11-01）.
71. ↑  Barnhardt, Adam. . ComicBook.com. 2022-11-02  [2022-11-02]. （原始内容存档于2022-11-02）.
72. ↑  Scott, Ryan. . /Film. 2022-11-23  [2022-11-24]. （原始内容存档于2022-11-24）.
73. ↑  Anderton, Joe. . Digital Spy. 2022-11-24  [2022-11-24]. （原始内容存档于2022-11-26）.
74. ↑  Malkin, Marc. . Variety. 2022-11-21  [2022-11-22]. （原始内容存档于2022-11-22）.
75. ↑  Prange, Stephanie. . Media Play News. 2022-11-30  [2022-12-03]. （原始内容存档于2022-12-03）.
76. ↑  Prange, Stephanie. . Media Play News. 2022-12-13  [2022-12-27]. （原始内容存档于2022-12-28）.
77. ↑  . Rotten Tomatoes. Fandango Media.   [2023-07-17].
78. ↑  . Metacritic. Red Ventures.   [2025-06-18].
79. ↑  . PR Newswire.   [2022-12-27]. （原始内容存档于2022-12-28） –. COLA Awards.   [2022-12-27]..
80. ↑  Thomas, Carly; White, Abbey. . The Hollywood Reporter. 2022-12-04  [2023-02-12]. （原始内容存档于2022-12-05）.
81. ↑  Hipes, Patrick. . Deadline Hollywood. 2023-02-11  [2023-02-11]. （原始内容存档于2023-02-12）.
82. ↑  Pedersen, Erik. . Deadline Hollywood. 2023-01-11  [2023-01-11]. （原始内容存档于2023-01-11）.

## 外部連結
- 官方网站
- 互联网电影数据库（IMDb）上《星際異攻隊 聖誕特別篇》的资料（英文）
- 豆瓣电影上《星際異攻隊 聖誕特別篇》的資料 （简体中文）